# Richard Spring
Richard John Grenville Spring, baron Risby (né le 24 septembre 1946) est un homme politique du Parti conservateur du Royaume-Uni. Il est Membre du Parlement de Bury St Edmunds de 1992 à 1997 et de West Suffolk de 1997 à 2010. Il rejoint la Chambre des lords en 2010 et est actuellement l'envoyé commercial britannique en Algérie et au Liban.

## Biographie
Spring est né en 1946 au Cap, en Afrique du Sud, où il fréquente le Rondebosch Boys 'High School et l'Université du Cap. Il étudie ensuite au Magdalene College, Cambridge. Il épouse Jane Henniker-Major, fille de John Henniker-Major, 8e baron Henniker, en 1979. Ils divorcent en 1993, après avoir eu deux enfants.

## Carrière
Lord Risby a plus de 20 ans d'expérience dans le secteur financier. Après avoir obtenu son diplôme de l'Université de Cambridge, Spring commence sa carrière dans la City. Il rejoint Merrill Lynch en 1971 et est nommé vice-président en 1976, poste qu'il occupe jusqu'en 1986. Il travaille en outre avec EF Hutton, Lehman Brothers et Furman Selz.
Spring se présente Ashton-under-Lyne aux élections générales de 1983. Il est élu pour la première fois comme parlementaires aux élections générales de 1992, représentant Bury St Edmunds. Spring est secrétaire parlementaire privé de Patrick Mayhew comme secrétaire d'État pour l'Irlande du Nord (1994-1995).
Spring quitte ce poste en 1995, après que News of the World ait publié une histoire détaillant une rencontre sexuelle dans laquelle il aurait été impliqué,,. La démission de Spring est considérée comme un coup dur pour la campagne Back to Basics de John Major. 
Spring est ensuite PPS de Tim Eggar comme ministre du Commerce et de l'Industrie (1995–96) et de Nicholas Soames et James Arbuthnot comme ministres d'État au ministère de la Défense (1996–97).
En 1997, Spring est élu parlementaire de West Suffolk. Entre 1997 et 2000, il est porte-parole de l'opposition pour la culture, les médias et le sport. Il est porte-parole de l'opposition pour les affaires étrangères entre 2000 et 2004 et ministre fantôme du Trésor entre 2004 et 2005. Le 23 novembre 2009, Spring annonce qu'il se retirerait aux élections générales de 2010.
Il est gouverneur de la Westminster Foundation for Democracy de 2000 à 2009.
Entre 2005 et 2010, il est également vice-président du Parti conservateur et vice-président des relations d'affaires conservatrices. En 2005, il est nommé coprésident du Conservative City Circle et en 2007, il fonde Conservative City Future, dont il est le patron avec John Major.
Il est également directeur de la British Syrian Society entre 2003 et 2011 et participe à un programme de dépêches de 2012 sur le régime Assad.
Le 24 décembre 2010, Spring est créé pair à vie en tant que baron Risby de Haverhill dans le comté de Suffolk. Lord Risby siège en tant que conservateur à la Chambre des lords.
De 2011 à 2015, Risby est vice-président du Groupe parlementaire multipartite pour les affaires d'Asie de l'Est. En novembre 2012, Lord Risby est annoncé comme l'un des neuf envoyés commerciaux du Premier ministre, responsable de l'Algérie et, en 2019, du Liban,.
Lord Risby est membre de la commission des affaires extérieures de l'UE des Lords entre 2015 et 2018 et est en 2020 membre de la commission des accords internationaux.
En 1994, il préside une enquête parlementaire sur la taxation des courses de chevaux et mène une campagne qui contribue à préserver une grande partie de l'industrie au Royaume-Uni.
Lord Risby est actuellement président de la British Ukrainian Society, poste qu'il occupe depuis 2007, ainsi que secrétaire du groupe parlementaire transpartisan pour l'Ukraine. En 2013, il copréside le programme Scénarios pour l'Ukraine pour le Forum économique mondial de Davos.
Risby est administrateur de plusieurs entreprises et organisations, dont Hawkley Oil and Gas Ltd et Minexco Petroleum Inc, et est le président de l'Association for Decentralized Energy. Il est également vice-président du Small Business Bureau. En 2016, il est nommé administrateur nommé par le gouvernement du Horserace Betting Levy Board.
Il est un patron du London Magazine et de la charité Open Road et en 2021 devient membre du Conseil consultatif sur la géostratégie,.
En 2007, il est nommé pour un prix de la British Computer Society pour l'accessibilité. En 2009, il reçoit le prix parlementaire de la sécurité routière en reconnaissance de sa campagne communautaire.